# Pascal Auscher
Pascal Auscher (1963) é um matemático francês, professor da Universidade Paris-Sul. Especialista em análise harmônica e teoria dos operadores, é mais conhecido por, juntamente com Steve Hofmann, Michael Lacey, Alan Gaius Ramsay McIntosh e Philippe Tchamitchian, resolver a famosa conjectura de Kato.
Obteve um doutorado em 1989 na Universidade Paris Dauphine, orientado por Yves Meyer. É professor na Universidade Paris-Sul em Orsay.